# Лазарица (филм)
„Лазарица“ е български игрален филм от 2005 година на режисьорите Коста Биков и Юлия Огнянова, по сценарий на Коста Биков. Оператори са Огнян Ангелов и Цветан Недков. Създаден е по на едноименната пиеса на Йордан Радичков. Музиката във филма е композирана от Петко Стайнов.

## Сюжет
Филмът представлява задочен разговор между Йордан Радичков и Рангел Вълчанов. Включени са спомени и документални кадри с участието на режисьора и писателя, както и откъси от театралната постановка на режисьора Юлия Огнянова.

## Актьорски състав
Роли във филма изпълняват актьорите:
- Рангел Вълчанов – Лазар
- Йордан Радичков